# Assassin's Creed: Unity
Assassin's Creed: Unity è un videogioco sviluppato da Ubisoft Montréal e pubblicato da Ubisoft. È l'ottavo capitolo della serie originale di Assassin's Creed e il primo totalmente sviluppato per console next-gen.
Il titolo doveva essere pubblicato per le piattaforme PlayStation 4, Xbox One e Microsoft Windows il 28 ottobre 2014 ma è stato rinviato all'11 novembre 2014 in Nord America e al 13 novembre 2014 in Europa. Così come nei precedenti capitoli della serie, Unity  conserva l'esplorazione open world in terza persona, ma introduce un rinnovato sistema di combattimento, parkour e stealth. Tra le novità si segnala anche, per la prima volta nella saga, la modalità multigiocatore cooperativo, la quale consente a un massimo di quattro giocatori di prendere parte a missioni e a esplorare la mappa.
La storia è ambientata nel XXI secolo e vede un protagonista non identificato unirsi agli Assassini come Iniziato per aiutarli a localizzare il cadavere di un Gran Maestro Templare del XVIII secolo. La storia principale è ambientata a Parigi durante la Rivoluzione francese e segue le vicende dell'Assassino Arno Dorian e i suoi sforzi per smascherare i veri poteri dietro la Rivoluzione, mentre cerca vendetta contro i responsabili dell'omicidio del padre adottivo.
A causa dei numerosi bug e dei problemi grafici riscontrati dai fan al momento del lancio, il gioco ha portato ad un repentino calo di consensi della critica videoludica specializzata; inoltre, la pessima accoglienza ricevuta da Unity ha inciso negativamente anche sul valore economico delle azioni in borsa di Ubisoft.

## Trama
Nella prima parte del gioco il giocatore impersona un dipendente dell'Abstergo Entertainment che testa Helix, la versione per il pubblico dell'Animus. Durante il test si rivive il Sacco del Tempio di Parigi, ordinato dal re di Francia Filippo il Bello, e alla cattura del Gran Maestro Templare Jacques de Molay, nel 1307. Durante il Sacco, de Molay ordina a un compagno Templare di recuperare una spada e un libro, manufatti importanti che avrebbero potuto salvare il destino futuro dell'Ordine dei Templari. Tuttavia un Assassino li ruba, e il cavaliere Templare si mette al suo inseguimento che si conclude con la morte dell'assassino e il recupero dei due oggetti. Il Templare nasconde quindi i manufatti in una cripta, per poi venire ucciso da un secondo assassino. Il ricordo riprende mostrando, dopo qualche tempo, l'esecuzione di de Molay, il quale morendo lancia la sua maledizione su Filippo il Bello e Papa Clemente V.
A questo punto la Confraternita degli Assassini si inserisce nel ricordo e chiede di unirsi a loro come iniziato mostrando un video interno della Abstergo in cui viene descritta la cattura di un Saggio da parte della società. Si scopre così che il sangue del Saggio contiene il DNA dei Precursori, a tripla elica, e che il Progetto Fenice della Abstergo ha come scopo decifrare tale genoma. All'iniziato viene dato accesso a un altro segmento di memoria e gli viene chiesto di cercare la tomba di un Saggio, il cui corpo andrà recuperato per evitare che i Templari portino a termine le loro ricerche.
Si entra quindi nei ricordi di Arno Victor Dorian, un bambino che si reca alla reggia di Versailles col padre, il nobile Charles Dorian. Qui incontra Élise de la Serre, figlia del Gran Maestro Templare François De la Serre. Il padre di Arno viene assassinato a palazzo (per mano di Shay Patrick Cormac, protagonista di Assassin's Creed: Rogue) e il signor De la Serre prende Arno a vivere con sé, pur sapendo che il padre era un Assassino, cosa di cui Arno non è a conoscenza. Tredici anni dopo, Arno è di servizio in casa di De la Serre, nel villaggio di Versailles; dopo molti anni passati a studiare fuori, Élise torna a casa e in suo onore viene organizzata una festa privata, alla quale Arno non è invitato. Il ragazzo riceve un messaggio da consegnare a De la Serre, ma non rispetta l'ordine e lo infila sotto la porta del nobile per poi intrufolarsi alla festa, dove incontra Élise: i due, segretamente innamorati, si baciano di nascosto ma il ragazzo, scoperto, è costretto a scappare dalle guardie. Durante la fuga assiste casualmente all'omicidio di François De la Serre: Arno cerca di intervenire ma i reali omicidi scappano, e lui viene ingiustamente ritenuto colpevole, catturato e imprigionato nella Bastiglia. Nella prigione scopre di riuscire a vedere dei segni sulle pareti invisibili agli altri che parlano di visioni apocalittiche. Un Assassino in cella con lui, Bellec, intuisce l'identità di Arno e lo invita a entrare nella Confraternita durante la loro fuga, avvenuta durante la presa della Bastiglia.
Arno ritrova Élise, la quale lo ritiene colpevole della morte del padre: il biglietto affidatogli conteneva un avvertimento del tentativo di omicidio. Gli rivela anche di essere stata iniziata come Templare e gli chiede di allontanarsi da lei. Arno torna a Parigi e accetta di entrare nella Confraternita per trovare gli omicidi di De la Serre e vendicarsi: essi sono infatti tutti Templari, e hanno ucciso il loro pari a causa dei suoi tentativi di mettere pace tra le due fazioni. Il primo è charles Gabriel Sivert, che viene ucciso a Notre-Dame. Il secondo è il Re dei Mendicanti, che Arno assassina con l'aiuto del Marchese De Sade. Nel corso delle sue investigazioni salva François-Thomas Germain, un argentiere tenuto ostaggio dal Gran Maestro Templare Lafrenière per costruire le armi segrete dei Templari. Arno uccide Lafrenière e scopre che il messaggio d'avvertimento per De la Serre era stato inviato proprio da quest'ultimo. Successivamente Arno scopre che in realtà Germain è in effetti un Saggio, e che l'ordine di uccidere De la Serre è stato impartito da lui: le due Confraternite avevano istituito un patto di non belligeranza, i cui garanti erano De la Serre e Lafrenière per i Templari e Mirabeau per gli Assassini.
Compreso il piano di Germain teso a innescare una rivolta di massa contro il re di Francia, Arno assassina altre due figure centrali della Rivoluzione: il capitano Rouille e la mercante Marie Levesque. Arno incrocia anche il cammino di Napoleone Bonaparte, all'epoca ufficiale di artiglieria, mentre cerca delle lettere tra il suo mentore Mirabeau e il re, che i Templari potrebbero sfruttare per fomentare la gente contro gli Assassini. Più tardi Bonaparte lo aiuterà ad arrivare a Rouilles. Durante questi avvenimenti Arno porta Élise nel rifugio degli Assassini e spiega loro dello scisma causato dal Saggio, chiedendo di collaborare con lei per evitare il peggio. Mirabeau acconsente sperando di trarne vantaggio ma subito dopo viene avvelenato: gli Assassini sospettano di Élise, ma Arno indaga e scopre che l'omicida è Bellec, il quale ritiene che la pace tra Assassini e Templari voluta da Mirabeau tradisca il Credo; il mentore gli propone di allearsi, ma Arno rifiuta di unirsi a lui e lo uccide nonostante il rimorso.
Con la Rivoluzione nel suo culmine e a seguito dell'esecuzione di re Luigi XVI, nel 1793, Arno continua a collaborare con Élise: i due uccidono i rimanenti congiurati, ma ciò ha come conseguenza l'esilio di Arno dalla Confraternita per non aver rispettato il Credo e per aver agito di propria iniziativa, mosso dal desiderio di vendetta. L'ex-assassino torna a Versailles e vive di espedienti, finché Élise non arriva a reclamare il suo aiuto e a descrivergli il Regime del Terrore che si è instaurato a Parigi. Arno torna a Parigi e con l'aiuto di Élise complotta contro Robespierre, il quale agisce sotto le direttive di Germain, nel frattempo divenuto Gran Maestro dei Templari. Screditato, ricercato dai gendarmi e assalito dalla folla, Robespierre scappa nel suo ufficio dove viene raggiunto da Élise e Arno. Élise gli spara alla mascella e gli fa scrivere il luogo in cui si trova Germain.
Arno affronta Germain in cima alla Torre del Tempio: qui scopre che l'uomo è in possesso della Spada dell'Eden, il manufatto della Prima Civilizzazione nascosta ai tempi dell'assedio di De Molay. Il combattimento si sposta nella cripta del Tempio: messo alle strette il Gran Maestro Élise cerca di ucciderlo, ma la spada emette un'esplosione di luce che la uccide e che ferisce a morte anche lo stesso Germain. Arno finisce Germain con la lama celata e nelle sue ultime parole ottiene la conferma che il Templare fosse un Saggio e che cercava di punire l'Ordine dei Templari per l'alleanza con gli Assassini, la quale contravveniva gli insegnamenti di de Molay.
Dopo essere stato riaccolto nella Confraternita, Arno sarà promosso al grado di Maestro Assassino per aver sradicato il potere templare in Francia, dichiara che la sua comprensione del Credo degli Assassini è cambiata e che proteggerà Parigi per tenere in vita la memoria di Élise, nella speranza di una futura pace tra assassini e templari. Nel 1808, poco prima che Napoleone faccia demolire il Tempio, Arno tornerà nella cripta e ritroverà il corpo di Germain, ormai ridotto a ossa, e lo collocherà nelle Catacombe di Parigi, confondendolo in mezzo a migliaia di altri scheletri. Nell'era moderna, gli Assassini scoprono con sollievo che il corpo del Saggio non potrà mai più essere trovato e che neanche l'Abstergo potrà metterci le mani sopra.

### Dead Kings
Un anno dopo la morte di Élise, Arno Dorian, sconvolto per la morte dell'amata e intenzionato a lasciare la Francia e la Confraternita, si reca a Franciade dietro invito del marchese de Sade, il quale gli fa una proposta: se l'Assassino riuscirà a trovare un manoscritto di Nicolas de Condorcet, nascosto nella tomba di Luigi IX di Francia nella cripta dei re sotto la Basilica di Saint-Denis, lui lo aiuterà a imbarcarsi clandestinamente per l'Egitto. Arno inizia la sua indagine, durante la quale scopre che un gruppo di ladri capeggiati da Philippe Rose sta scavando nella stessa zona, alla ricerca di una reliquia nascosta in un tempio sotterraneo. Rubando ai razziatori una lista di manufatti trafugati, Arno scopre che il manoscritto cercato da De Sade è ora in possesso di un certo Léon. Questi non è che un ragazzino, il quale è stato catturato dalla banda di Rose: Arno scopre che la missione è stata voluta da Napoleone Bonaparte, il quale è venuto in possesso della chiave del tempio segreto e vuole impadronirsi della reliquia, che si dice avere poteri magici. Arno libera Léon e si fa consegnare il manoscritto di Condorcet; il ragazzino gli chiede allora di fermare i razziatori, poiché se la loro missione avesse successo la reliquia potrebbe mettere in pericolo l'intera Francia, ma l'ex-Assassino rifiuta, desiderando solo partire: Léon lo accusa allora di essere egoista al pari di Napoleone.
Mentre si reca da De Sade per consegnargli il manoscritto Arno vede Élise aggirarsi per Franciade: dopo averla inseguita si rende conto che si tratta solo di una visione causata dai sensi di colpa dovuti alle parole di Léon; Arno decide allora di allearsi col bambino per fermare i razziatori. I due vengono così in possesso della mappa indispensabile per localizzare il tempio segreto: recatisi lì, scoprono che i ladri ne avevano già localizzato da tempo il portale, ma non riescono a capire come utilizzare la chiave per aprirlo. Grazie all'Occhio dell'Aquila Arno rinviene gli indizi lasciati dai Precursori per identificare il punto in cui adoperare la chiave, e grazie all'aiuto di Léon scopre che essa si trova nel bunker che Napoleone si è costruito nelle catacombe. Arno vi si introduce e recupera la chiave, per poi usarla per aprire il tempio; qui cade in un'imboscata di Rose il quale, venuto a sapere del reale potere della reliquia, ha deciso di tradire Napoleone e tenersela per sé una volta recuperata. Arno affronta tutti i suoi uomini e riesce infine ad assassinarlo; infine si introduce nel tempio e recupera la reliquia, la Testa di San Denis, che altro non è che un manufatto della Prima Civilizzazione che servea proteggere una Mela dell'Eden. Arno fa uso dei suoi poteri per uccidere i ladri e uscire dal tempio.
In seguito Napoleone viene condannato per alto tradimento, cosa che causa un momentaneo allontanamento dalla ricerca della reliquia; Arno consegna al marchese de Sade il manoscritto, ma decide di non partire, poiché l'avventura a Franciade gli ha permesso di maturare un nuovo desiderio di giustizia che lo porterà a riunirsi agli Assassini. Per evitare che Napoleone, una volta riacquisito il potere, cerchi nuovamente il manufatto, lo spedisce al Cairo, dove sarà protetto dalla confraternita locale.

## Modalità di gioco

### Mappa
La mappa di Parigi è stata riprodotta grazie alla potenza delle console di nuova generazione, in scala 1:1; caratteristica che permette di immergersi nell'ambiente urbano in maniera più profonda rispetto ai precedenti capitoli. Grande tre volte quella rappresentante il mare delle Indie Occidentali di Assassin's Creed IV: Black Flag, la mappa della capitale francese è infatti la più grande mai creata per un titolo della serie di Assassin's Creed ed i suoi sette quartieri sono propriamente caratterizzati e differenti tra loro.
Sono presenti delle gallerie sotterranee simili a quelle massoniche presenti in Assassin's Creed III, ma molto più vaste e insidiose. Inoltre, attraverso di esse è possibile trovare degli ingressi nascosti per alcuni edifici, fatto che, secondo gli sviluppatori, offrirà maggiori possibilità per il completamento di alcuni ricordi. Reintrodotte le missioni delle varie gilde presenti a Parigi, tra le quali quelle legate ai ladri ed ai mercenari; inoltre sono state aggiunte delle missioni da svolgere per conto dell'Ordine degli Assassini. Saranno presenti altre attività secondarie come la risoluzione di casi di omicidio e la repressione di atti violenti avviati da gilde fedeli alla monarchia assoluta.
Rimosso il sistema automatico di alternanza tra il giorno e la notte presente nei capitoli della serie da Assassin's Creed II. In Assassin's Creed: Unity, in determinati momenti della trama, il tempo rimarrà fisso in un certo momento in modo tale da non sperimentare brusche alternanze tra giorno e notte una volta intrapreso un ricordo.

### Abilità
Il sistema di parkour è stato ricostruito da zero. È infatti possibile eseguire la corsa acrobatica sia verso l'alto che verso il basso, permettendo così al giocatore di scalare rapidamente un edificio e di scendervi con altrettanta rapidità. Arno è poi in grado di apprendere nuovi movimenti durante la progressione del gioco ed i giocatori hanno la possibilità di acquistarne di nuovi ancora.
Arno è in possesso dell'occhio dell'aquila, sebbene non lo abbia sviluppato in maniera innata come i protagonisti dei precedenti titoli della serie. Ha tuttavia la possibilità di svilupparlo durante il proseguimento del gioco. All'inizio sarà infatti semplicemente denominato impulso dell'aquila ed Arno sarà in grado di sfruttarlo a suo vantaggio solo per breve tempo. Successivamente ad una migliore affinazione, il potere verrà chiamato senso dell'aquila ed Arno sarà in grado di servirsene fino a che mantiene un basso profilo. All'ultimo stadio di sviluppo, la capacità prenderà il nome di connessione dell'aquila ed i suoi effetti potranno essere utili anche agli alleati nelle vicinanze. Questo potere innato è in grado di offrire al giocatore la posizione dei nemici che si trovano all'interno degli edifici, oltre che di distinguere nemici, bersagli ed alleati come accadeva nei titoli precedenti della serie.
Invece di dare al giocatore degli obiettivi specifici da raggiungere per completare un ricordo con la sincronizzazione totale, Ubisoft ha deciso di sviluppare un sistema di completamento dei ricordi che offrisse maggiore libertà di azione, che ha denominato Adaptive Mission Mechanic. Per esempio, ha spiegato Amancio, il fallimento di un pedinamento porterà ad un inevitabile inseguimento invece che alla desincronizzazione, come avveniva nei titoli precedenti della serie. Inoltre, nel caso in cui si perdesse di vista il bersaglio, sarà successivamente necessario cercarlo, mentre uccidendolo potrebbe essere possibile scoprire il luogo dove era destinato cercando degli indizi tra i suoi indumenti. Assassinare il bersaglio potrebbe tuttavia portare ad avere più guardie di pattuglia durante il ricordo successivo, allarmate dall'omicidio commesso precedentemente.

### Combattimento
Come il parkour, anche le meccaniche di combattimento sono state ricostruite dalle basi. Per cominciare è stata scartata la possibilità di imbracciare due armi simultaneamente, favorendo invece l'assimilazione delle reali tecniche della scherma francese. Infatti i combattimenti sono costituiti da quattro movimenti base, due d'attacco e due di difesa; quelli d'attacco consistono nel fendente rapido e nell'attacco pesante, mentre quelle difensive nella parata e nella schivata. Le tecniche più avanzate, come la rottura della difesa nemica, saranno ottenibili solo combinando le movenze basilari ed eseguendole con il giusto tempismo. La novità principale consiste però nella rimozione del sistema di contrattacco letale e delle uccisioni a catena che hanno caratterizzato i precedenti capitoli. Le intelligenze artificiali degli avversari sono state poi migliorate in modo che siano in grado di deviare e schivare gli attacchi di Arno, eventualmente sbilanciandolo. Inoltre, se si è in presenza di più nemici, essi attaccheranno più volte e contemporaneamente. La conseguenza è un notevole incremento della difficoltà, che, secondo gli sviluppatori, invoglierà il giocatore a prediligere un approccio più silenzioso. Arno è equipaggiato di una sciabola francese, una pistola a canna multipla e di una nuova versione della lama celata, la lama fantasma. Quest'ultima, utilizzabile anche come arma da lancio a lunga distanza oltre che come la tradizionale lama celata, sarà in grado di lanciare due tipi di proiettili: uno letale ed uno in grado di avvelenare e far impazzire i nemici.
A differenza dei titoli precedenti, Assassin's Creed: Unity ha un sistema di personalizzazione delle armi particolarmente profondo. Le armi hanno infatti un forte impatto sul gameplay e l'utente dovrà prestare la massima attenzione all'equipaggiamento del protagonista, cercando di capire come personalizzarlo per ottenere i migliori risultati. Secondo gli sviluppatori, questo influenzerà anche il sistema economico in quanto sarà fondamentale scegliere al meglio come spendere il denaro guadagnato.
Gli sviluppatori di Assassin's Creed: Unity hanno cercato di valorizzare maggiormente il comparto stealth con l'introduzione di un'apposita modalità furtiva che renderà più difficile l'individuazione da parte dei nemici, e di un nuovo sistema di copertura che permetterà di sfruttare muri ed oggetti vari come riparo.

### Cooperativa
In Assassin's Creed: Unity è presente un'inedita campagna cooperativa. Questa sostituirà completamente la modalità multigiocatore presente in ogni titolo della serie dall'uscita di Assassin's Creed: Brotherhood (ad eccezione di Assassin's Creed: Rogue in cui il multigiocatore è totalmente assente) e permette fino a quattro giocatori di intraprendere delle missioni legate alla trama della modalità giocatore singolo, che comprendono azioni da svolgere quali interrompere un'esecuzione, proteggere un comandante od assassinare un bersaglio.
Secondo quanto dichiarato dagli sviluppatori, almeno un terzo della durata dell'intero gioco sarà dedicato alle missioni del comparto cooperativo, che potranno tuttavia essere giocate anche in singolo una volta che il protagonista avrà conseguito determinate abilità. I quattro Assassini saranno personalizzabili nell'aspetto e nell'equipaggiamento che portano con sé, mentre i punti esperienza guadagnati saranno utilizzabili per migliorare le loro abilità uniche.

## Personaggi e doppiatori

### Assassini
- Arno Victor Dorian: protagonista del gioco, è un nobile francese ed uno dei Maestri del ramo francese dell'Ordine degli Assassini, operante al tempo della Rivoluzione francese. In originale è doppiato da Dan Jeannotte,[8][9] in italiano da Massimo Di Benedetto.
- Pierre Bellec: è un militare franco-coloniale e uno dei Maestri del ramo francese dell'Ordine degli Assassini, nonché un esponente del loro Consiglio. In originale è doppiato da Anthony Lemke, in italiano da Claudio Moneta.
- Guillaume de Nogaret: è un giurista francese, primo consigliere e custode del sigillo reale del monarca Filippo IV. Segretamente è anche un importante membro dell'Ordine degli Assassini, nonché il Mentore della Confraternita francese.
- Honoré Gabriel Riqueti de Mirabeau: è uno scrittore, diplomatico, rivoluzionario, agente segreto e politico francese. Segretamente è anche il Mentore del ramo francese dell'Ordine degli Assassini e il capo del Consiglio degli Assassini durante la Rivoluzione francese. In italiano originale è doppiato da Harry Standjofski, in italiano da Pietro Ubaldi.
- Guillaume Beylier: è un importante membro del ramo francese dell'Ordine degli Assassini ed uno degli esponenti del Consiglio degli Assassini operante durante la Rivoluzione francese. In italiano è doppiato da Paolo De Santis.
- Hervé Quemar: è un importante membro del Consiglio degli Assassini a capo del ramo francese della Confraternita, nonché uno dei leader dello stesso durante la Rivoluzione francese. In italiano è doppiato da Alessandro Testa.
- Sophie Trenet: è una saggista, drammaturga e autrice di opuscoli di francese. Segretamente è anche un membro del ramo francese dell'Ordine degli Assassini, nonché un'esponente del Consiglio degli Assassini. In italiano è doppiata da Renata Bertolas.

### Templari
- Elise De La Serre: è una nobildonna francese ed un membro dell'Ordine dei Templari, figlia di François de la Serre. In originale è doppiata da Catherine Bérubé,[10] in italiano da Annalisa Longo.
- Maximilien de Robespierre: soprannominato "L'Incorruttibile" è un politico, avvocato e rivoluzionario francese, nonché uno dei principali personaggi della Rivoluzione francese. In originale è doppiato da Bruce Dinsmore,[10] in italiano da Ruggero Andreozzi.
- François de la Serre: è un nobile francese e il Gran Maestro dell'Ordine dei Templari in Francia durante il XVIII secolo. È il padre di Élise de la Serre e il genitore adottivo di Arno Dorian, che a differenza della sua famiglia aveva radici tra gli Assassini. In italiano è doppiato da Bruno Slaviero.
- François-Thomas Germain: è uno dei più famosi orafi e argentieri del Regno di Francia, nonché uno dei più importanti membri dell'Ordine dei Templari mai vissuti. In originale è doppiato da Julian Casey, in italiano da Gianluca Iacono.
- Charles-Gabriel Sivert: è un generale di brigata dell'esercito francese e governatore coloniale di Saint Pierre e Miquelon. Segretamente era un importante membro dell'Ordine dei Templari coinvolto negli eventi della Rivoluzione francese. In originale è doppiato da Alain Goulem, in italiano da Dario Oppido.
- Aloys la Touche:  ex tesoriere di re Luigi XVI, fu licenziato ingiustamente dopo aver scoperto la corruzione del governo. Successivamente, è entrato a far parte come principale servitore del Roi De Thunes. In italiano è doppiato da Daniele Demma.
- Roi des Thunes: è il capo della Corte dei miracoli nonché un membro dell'Ordine dei Templari.
- Jacques de Molay: è pubblicamente l'ultimo Gran Maestro dei Templari ed un Saggio. In italiano è doppiato da Marco Balbi.
- Marie Lévesque: è una nobile francese e un membro dell'Ordine dei Templari operante durante la Rivoluzione francese. In italiano è doppiata da Stefania Patruno.
- Marcourt: è un generale francese e membro dell'Ordine dei Templari, attivo durante la Rivoluzione francese. In italiano è doppiato da Riccardo Rovatti.

### Altri
- Napoleone Bonaparte: è un politico e militare corso di origini italiane. Durante gli eventi della Rivoluzione francese ricopre il ruolo di generale di brigata dell'esercito. In originale è doppiato da Brent Skagford,[10] in italiano da Andrea Zurla.
- Marchese de Sade: è un nobile francese, politico rivoluzionario, filosofo e uno scrittore molto noto per la sua sessualità libertina. In originale è doppiato da Alex Ivanovici, in italiano da Paolo Sesana.
- Luigi XVI di Francia: soprannominato "Il Desiderato", è il sovrano di Francia dal 1774 sino al 1792, anno della sua deposizione. In italiano è doppiato da Aldo Stella.
- Papa Clemente V: nato come Raymond Bertrand de Got e successore di Benedetto XI, è il Papa dello Stato Pontificio nel corso del XIV secolo.
- Filippo IV di Francia: noto anche come Filippo il Bello, è un nobile francese e sovrano del regno di Francia e Navarra tra il XIII e il XIV secolo.

## Sviluppo

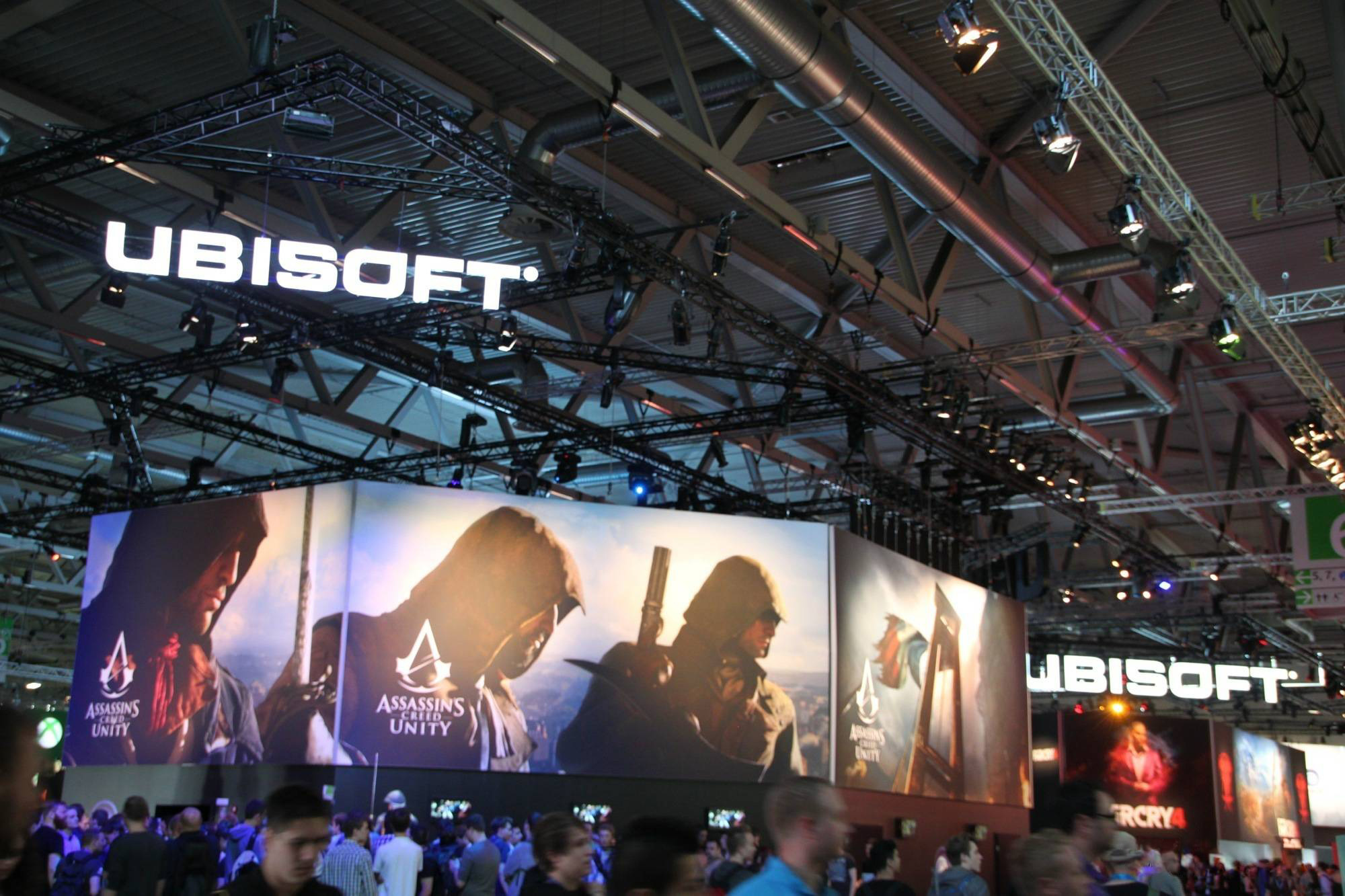
Stand di Assassins's Creed: Unity al Gamescom 2014.

Lo sviluppo del gioco è iniziato poco dopo il completamento di Assassin's Creed: Brotherhood del 2010, con il team di sviluppo principale che si è separato durante le prime fasi di sviluppo di Assassin's Creed III. Il 19 marzo 2014 sono trapelati i primi screenshot del gioco, insieme al titolo (Unity). La fuga di notizie ha rivelato che Unity avrebbe avuto un nuovo assassino, una nuova location e un nuovo periodo di tempo — e cioè Parigi durante la Rivoluzione francese — e che sarebbe uscito alla fine del 2014 su PlayStation 4 e Xbox One. Il 21 marzo, Ubisoft ha confermato l'esistenza del gioco, in sviluppo da più di tre anni, pubblicando filmati di gioco pre-alpha. Inoltre, è stato confermato che il gioco — la cui data di uscita sarà nel quarto trimestre del 2014 — sarà disponibile anche su Microsoft Windows. Lo scrittore di Ubisoft Jeffrey Yohalem ha rivelato che l'ambientazione della Rivoluzione francese per il gioco è stata deliberatamente anticipata, insieme all'ambientazione della Rivoluzione americana di Assassin's Creed III, in alcuni simboli visti alla fine di Brotherhood. Ubisoft Montreal è lo sviluppatore principale del progetto, con il contributo degli studi Ubisoft di Toronto, Kiev, Singapore, Shanghai, Annecy, Montpellier, Bucarest, Québec e Chengdu.
All'E3 2014 sono usciti i trailer, i quali mostravano la modalità multiplayer cooperativa del gioco per un massimo di quattro giocatori, per la prima volta nella serie. Il trailer mostrava la cover di Lorde di Everybody Wants to Rule the World, prodotta da Michael A. Levine e Lucas Cantor. Il team di sviluppo è stato in grado di utilizzare la nuova potenza di PlayStation 4 e Xbox One per aumentare il numero di NPC. Fino a 1000 singoli personaggi non giocabili possono apparire in una folla, ognuno agendo in modo indipendente e reagendo l'un l'altro così come le azioni del giocatore. La versione PC del gioco utilizza la tecnologia GameWorks di Nvidia come l'anti-aliasing TXAA, la tassellatura DX11 avanzata e la tecnologia Nvidia PhysX, grazie a una partnership tra Ubisoft e Nvidia.
Nell'agosto 2014 Assassin's Creed: Rogue è stato annunciato per PlayStation 3 e Xbox 360, la cui storia ha dei legami con quella di Unity.

### Rappresentazione storica
Il 6 ottobre 2014, Ubisoft ha annunciato di aver arruolato l'aiuto di storici accademici come Laurent Turcot, professore all'Université du Québec à Trois-Rivières per rappresentare la vita quotidiana della Parigi del XVIII secolo e Jean Clement Martin professore alla Sorbona, per visionare il copione.
L'evento storico intorno al quale ruotano le vicende è la Rivoluzione francese, a partire dal suo inizio, nel 1789, fino alla convenzione termidoriana del 1794. L'ambientazione moderna si concentra sugli Assassini che contattano il giocatore e chiedono il loro aiuto per esplorare Arno nel passato, oltre ad aiutare nel presente. Le missioni multiplayer cooperative seguono lo sviluppo della Confraternita degli Assassini durante la Rivoluzione francese. Inoltre, durante la storia vengono introdotte "anomalie temporali"; accedervi porta Arno in vari punti della storia parigina, come la Belle Époque o l'occupazione della capitale da parte della Germania nazista durante la seconda guerra mondiale.
Come altri giochi della serie, Unity ritrae un gran numero di monumenti parigini del mondo reale, tra cui la reggia di Versailles, il palazzo del Lussemburgo, il palazzo delle Tuileries e la cattedrale di Notre-Dame e, attraverso la caratteristica delle anomalie temporali, include anche la Torre Eiffel e la Statua della Libertà, nessuna delle quali esisteva al tempo della Rivoluzione francese. La cattedrale di Notre-Dame è stata modellata in ogni dettaglio, un processo che ha richiesto due anni di lavorazione all'artista della Ubisoft Caroline Miousse.
Sono presenti inoltre, numerosi personaggi storici dell'epoca, quali il Marchese de Sade, il re Luigi XVI, Napoleone Bonaparte, Maximilien de Robespierre, Maria Antonietta e Honoré Gabriel Riqueti de Mirabeau. Inoltre, a Parigi sono presenti degli indizi lasciati da Nostradamus, che porteranno il giocatore al ritrovamento di un tesoro.

## Distribuzione
Originariamente Unity sarebbe dovuto uscire il 28 ottobre 2014 in tutto il mondo. Tuttavia, il 28 agosto 2014, è stato posticipato fino all'11 novembre seguente in Nord America, 13 novembre in Europa e Australasia e il 14 novembre 2014 nel Regno Unito. A proposito del ritardo nella pubblicazione, Vincent Pontbriand, produttore senior di Ubisoft, ha dichiarato: "Quando ci siamo avvicinati al traguardo, ci siamo resi conto di essere vicini all'obiettivo, ma abbiamo ancora bisogno di un po' più di tempo per affinare alcuni dettagli per assicurarci che Assassin's Creed: Unity sia eccezionale." Inoltre, il giorno del lancio, il gioco ha ricevuto una patch con ulteriori aggiornamenti.

## Contenuti scaricabili
Il 22 settembre 2014 Ubisoft ha annunciato la commercializzazione di un Season Pass per il gioco, che, oltre a nuove missioni, offre anche nuovi abiti e armi, e due nuove campagne. In seguito alla pessima accoglienza ricevuta dal gioco al momento del lancio, Ubisoft ha concesso a chiunque avesse acquistato il Season Pass di Unity di poter riscattare gratis un gioco a scelta dalla libreria Uplay, mentre a tutti gli altri è stato dato in regalo il contenuto scaricabile Dead Kings. Reso ufficialmente disponibile dal 13 gennaio 2015 e sviluppato da Ubisoft Montpellier, il DLC si svolge dopo gli eventi del gioco principale ed è ambientato a Saint-Denis, dove sono sepolti i re di Francia.

## Accoglienza

### Critica
Il gioco è stato accolto con grande freddezza da parte della critica e del pubblico. Il sito aggregatore di recensioni Metacritic ha assegnato un punteggio di 70/100 alla versione per PlayStation 4 e Microsoft Windows, mentre 72/100 a quella per Xbox One.
La pessima accoglienza ricevuta da Unity ha influito negativamente anche sul valore economico delle azioni in borsa di Ubisoft, società produttrice del gioco. Sin dal primo giorno di pubblicazione, inoltre, gli utenti hanno riscontrato numerosi bug e problematiche tecniche su diverse piattaforme. Ubisoft, in risposta, ha pubblicato quattro patch molto corpose che hanno riparato parte dei problemi. Yannis Mallat, CEO di Ubisoft, si è scusato pubblicamente con l'utenza con una lettera sul sito ufficiale.
Marty Silva di IGN ha dato il gioco 7.8 su 10, elogiando la ricreazione di Parigi e le idee ambiziose presentate nel multiplayer, ma criticando lo stealth non raffinato, la storia debole e la mancanza di un forte personaggio principale. Ha affermato che «il vero gioco di nuova generazione di Assassin's Creed è una splendida, divertente e riuscita prova del concetto per ciò che ci aspetta per la serie, anche se non è ciò che definirei rivoluzionario».
Tom Senior di PC Gamer ha dato al gioco 65 su 100, affermando che "Unity potrebbe diventare una parte perfettamente godibile del canone di Assassin's Creed. È una solida campagna elevata da missioni di assassinio di qualità e un'ambientazione straordinaria che potrebbe semplicemente portare il voto verso l'80, ma con un grande punto di forza fuori servizio, una serie di problemi tecnici, problemi di prestazioni, microtransazioni, Unity, nel suo stato attuale, può essere considerato solo una rivoluzione fallita.

### Vendite
Al 31 dicembre 2014 Ubisoft ha venduto un totale di 10 milioni di copie di Assassin's Creed: Unity e di Assassin's Creed: Rogue.

## Controversie

### Critiche del partito della sinistra francese
Il partito della sinistra francese e il suo leader Jean-Luc Mélenchon hanno criticato l'interpretazione storica che il gioco stava trasmettendo sulla Rivoluzione francese, descrivendo Robespierre come "un mostro assetato di sangue" e Maria Antonietta come "una povera ragazzina". Mélenchon ha definito la versione di Ubisoft del periodo storico come una "propaganda" che si basa sul crescente senso di odio per se stessi che si diffonde in tutta la Francia.
Alexis Corbière, segretario nazionale del partito della sinistra, ha affermato che "il gioco trasmetteva tutti i cliché controrivoluzionari forgiati da due secoli". Ha aggiunto dicendo che "A tutti coloro che acquisteranno Assassin's Creed: Unity, vi auguro di divertirvi. Ma vi dico anche che il divertimento non vi impedisce di pensare. Giocate e basta, ma non lasciatevi manipolare dalla propaganda".
Il 6 ottobre 2014 da Time, il direttore creativo del gioco Alex Amancio ha dichiarato: "Quello che effettivamente cerchiamo di fare, e penso che questa sia solo una convinzione personale che abbiamo, è evitare ridurre la storia... Ci sforziamo di rappresentare le cose nel modo più concreto possibile".

### Accuse di sessismo alla modalità multigiocatore
Dopo che la modalità cooperativa multiplayer è stata rivelata all'E3 2014, ulteriori informazioni sono state fornite dal direttore creativo Alex Amancio e dal direttore tecnico James Therien. Amancio ha dichiarato che la modalità non includeva la possibilità di giocare come avatar femminile, a causa della "realtà della produzione". Amancio ha aggiunto dicendo: "È il doppio delle animazioni, è il doppio delle voci, tutta quella roba e il doppio delle risorse visive. Soprattutto perché abbiamo assassini personalizzabili. È stato davvero un sacco di lavoro di produzione extra". Il level designer Bruno St-André ha aggiunto che si sarebbero dovute ricreare circa 8.000 animazioni aggiuntive per un avatar femminile.
Ciò ha causato insoddisfazione in alcuni punti vendita di videogiochi. Brenna Hillier di VG247 ha notato come ci fossero nove team di sviluppo che lavoravano al gioco e ha detto "Ubisoft ha qui tirato fuori una scusa stanca, stupida, costantemente confutata per il motivo per cui ha perpetuato il ciclo di sessismo e sottorappresentazione nell'industria dei giochi". Tim Clark di PC Gamer ha fatto notare "che i precedenti giochi di Assassin's Creed avevano donne giocabili come parte della componente multiplayer e che Brotherhood aveva la possibilità di chiamare gli assassini, molti dei quali erano donne, quindi non è affatto che non può essere fatto". L'ex designer di Assassin's Creed Jonathan Cooper ha risposto dicendo: "Secondo la mia opinione istruita, stimerei che questo sia un giorno o due di lavoro. Non una sostituzione di 8.000 animazioni." Ha anche rivelato che Aveline de Grandpré, la protagonista femminile di Assassin's Creed III: Liberation, "condivide più animazioni di Connor Kenway rispetto a Edward Kenway". I fan hanno anche creato petizioni per esortare Ubisoft a cambiare la loro posizione. Inoltre, l'ex game designer di Assassin's Creed Patrice Désilets ha commentato che il ragionamento di Amancio era valido, ma che Ubisoft dovrebbe impegnarsi per consentire ai giocatori di avere opzioni di genere.
Amancio ha tentato di chiarire ogni confusione affermando: "Capisco il problema, capisco la causa, ed è nobile, ma non credo sia rilevante nel caso di Unity. In Unity interpreti questo personaggio chiamato Arno, e quando giochi in cooperativa giochi sempre come Arno. È come Aiden Pearce in Watch Dogs... Arno ha abilità diverse: selezioni i punti abilità nel gioco, ci sono elementi di equipaggiamento che hanno un impatto e tutte queste armi che rendono il personaggio che crei tuo. Ma tu interpreti sempre Arno... Il motivo per cui stiamo solo cambiando la faccia e mantenendo i corpi è che vogliamo che le persone mostrino gli attrezzi che scelgono nel gioco attraverso l'esplorazione. Ecco perché l'abbiamo mantenuto".

## Incendio della cattedrale di Notre-Dame
A seguito dell'incendio della cattedrale di Notre-Dame del 2019, Ubisoft ha donato alla ricostruzione 500000 € e ha reso gratuito il download del gioco in versione PC, dal 17 al 25 aprile attraverso la piattaforma Uplay. In poco tempo il gioco ha ricevuto più di 800 nuove valutazioni, principalmente positive e la software house ha ampliato il numero di server per gestire l'elevato quantitativo di giocatori connessi. È stato anche ipotizzato che il gioco potesse essere usato per ricostruire l'edificio, ma gli sviluppatori hanno respinto questa idea.

## Sequel
Nel 2015 è uscito il seguito, Assassin's Creed: Syndicate, reso disponibile per PlayStation 4 e Xbox One dal 23 ottobre 2015 e per Microsoft Windows dal 19 novembre 2015. Nonostante la pessima accoglienza ricevuta da Unity, Ubisoft ha utilizzato per Syndicate lo stesso motore grafico del gioco precedente.